# Парк Перемоги (Харків)
Парк «Перемога» (Парк Перемоги) — міський парк, розташований у східній частині Харкова. Знаходиться на Салтівці, у Салтівському адміністративному районі міста.

## Опис
Парк було закладено у 1985 році на честь 40-річчя з Дня Перемоги на території колишніх колективних садів. Насадження в основному складаються з плодових дерев, лип та тополь на центральній алеї.
З півночі обмежений територією медичного центру ОХМАТДИТ, зі сходу — проспектом Тракторобудівників, з півдня — Салтівським шосе, із заходу — вулицею Гвардійців-Широнінців. Площа парку складає близько 45 гектарів. Парк на заході та півдні межує з історичним районом Стара Салтівка.
До 23 серпня 2020 року на центральній алеї парку проведена реконструкція. Було замінено асфальтне покриття, газони зроблено у формі ламаних фігур посередині алеї, встановлено нові лави, ліхтарі й фонтани. Реконструкція парку завершилася на центральній алеї, а інша частина перебуває у занедбаному стані. Будівельні роботи планували продовжити у другій половині 2022 року, однак цьому завадило повномасштабне вторгнення.
В парку Перемоги встановлено декілька невеликих дитячих атракціонів, які були частково демонтовані й закриті у 2022 році. У 2011 році з Центрального парку перенесено оглядове колесо (нині демонтоване).
На території парку розташований Харківський Палац дитячої та юнацької творчости, будівля якого є визначною пам'яткою епохи модернізму, зведеною у 1993 році. Окрім цього на території знаходяться футбольні поля, дитячий майданчик, спортивний клуб, ресторан і льодовий палац «Салтівський лід», відкритий у 2011 році. В парку встановлений пам'ятник мешканцям Салтівського району, що загинули під час Другої світової (на пам'ятнику зазначена «Велика вітчизняна війна») та Афганської воїн та при ліквідації Чорнобильської катастрофи, а також пам'ятник російському натуралісту, історику й поету Михайлу Ломоносову, встановлений 25 січня 2002 і демонтований в рамках деколонізації 4 червня 2024.
З 2006 року на території парку зводиться церква Матрьони Московської УПЦ Московського патріархату в псевдоросійському стилі, що нагадує Успенський собор у Москві. Проєкт храму виконав скандально відомий колишній головний архітектор Харкова Сергій Георгійович Чечельницький. Станом 2025 рік зведення продовжується. При храмі також будується церковнопарафіяльна школа.
У квітні 2023 року, на Великдень, зі сторони проспекту Тракторобудівників було намальоване найбільше в Україні зображення писанки, нанесене фарбою на асфальті. До встановлення рекорду було залучено 750 осіб, а площа малюнку становить 356 кв. м.

## Галерея

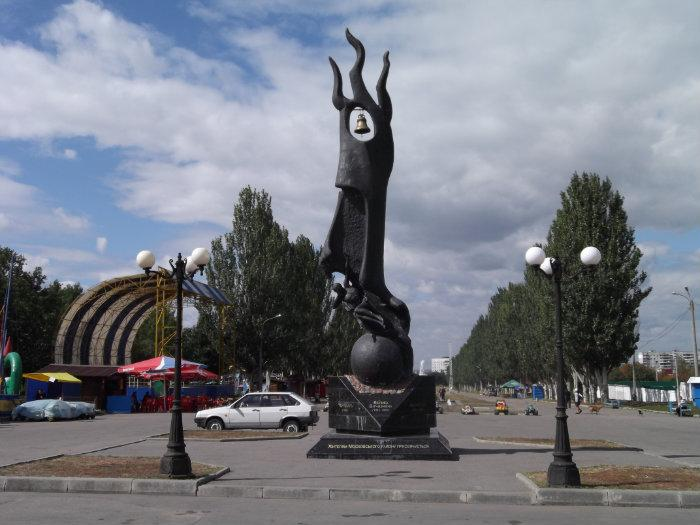
Пам’ятник загиблим мешканцям Салтівський району
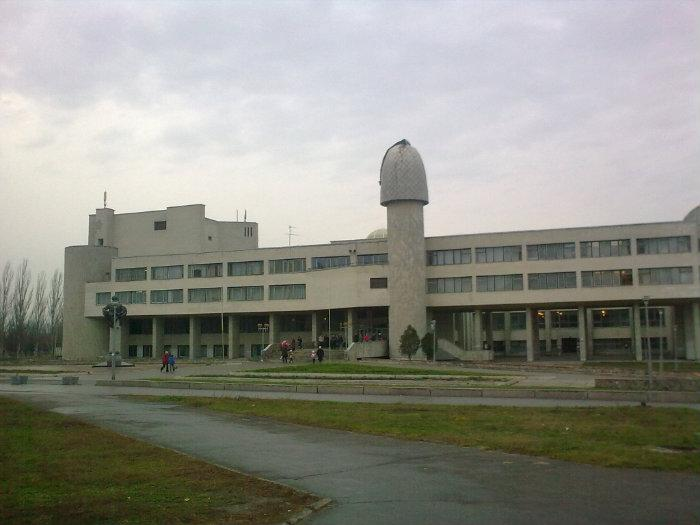
Харківський палац дитячої та юнацької творчості
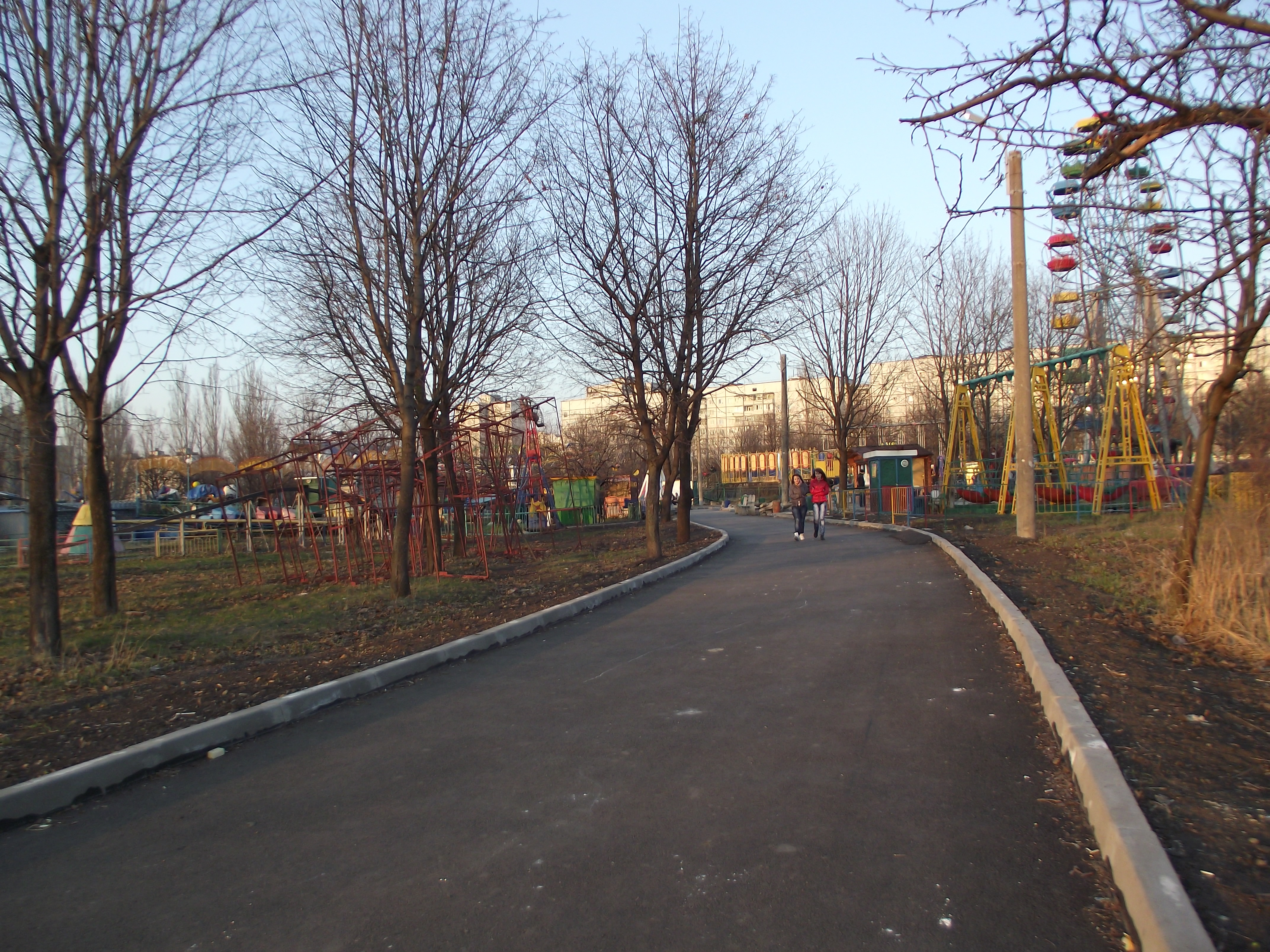
Алея і атракціони (демонтовані)
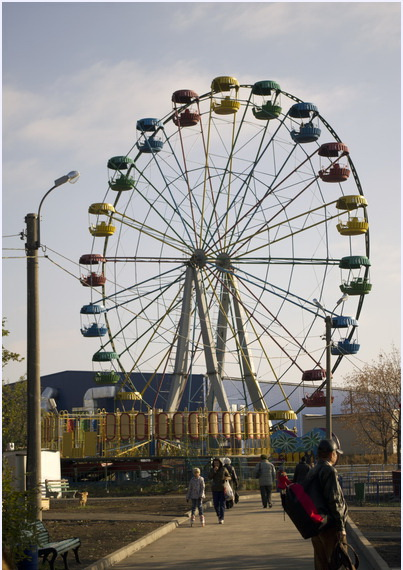
Колесо огляду, перенесене з Центрального парку (демонтоване)
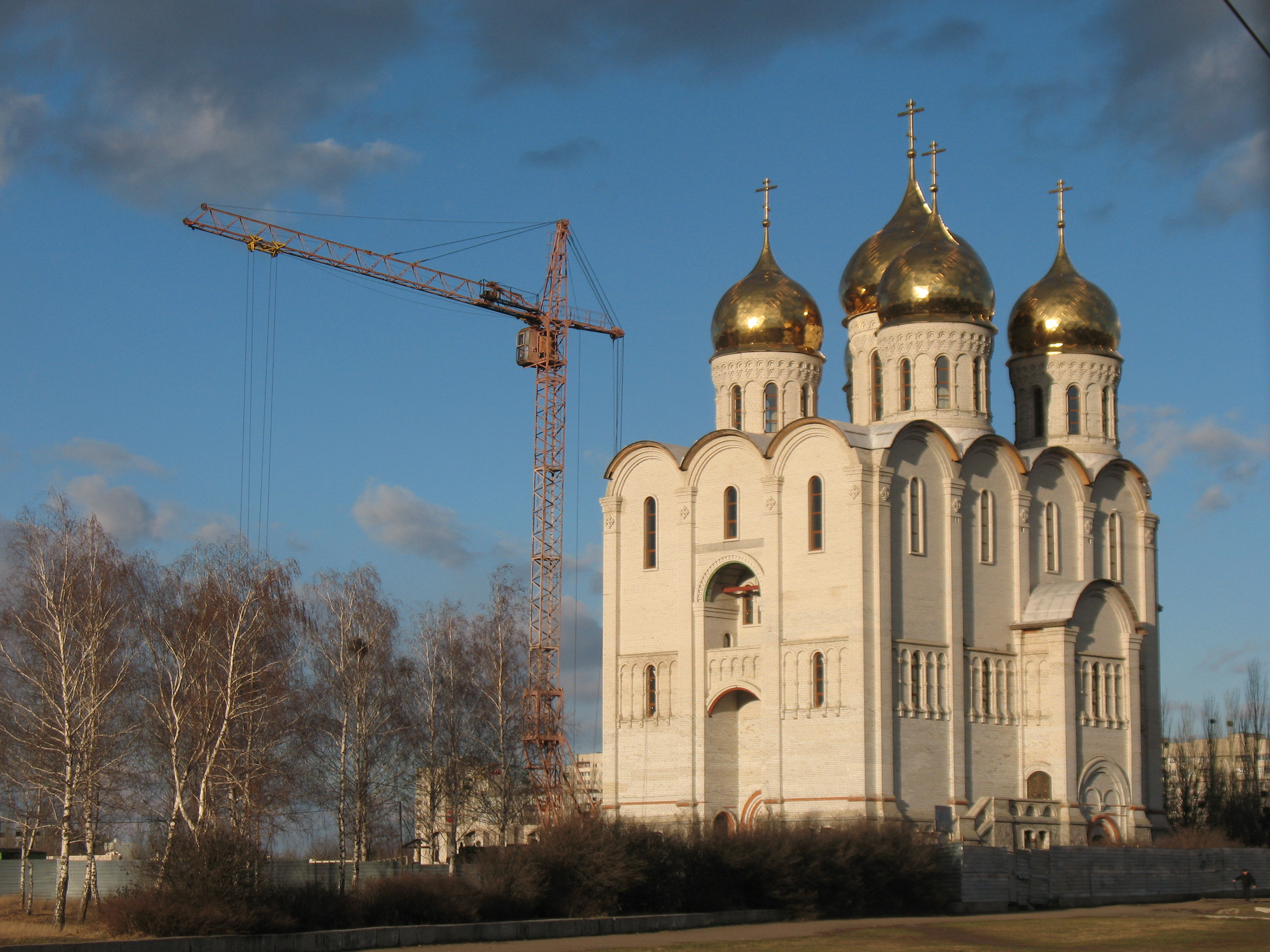
Церква Матрьони Московської
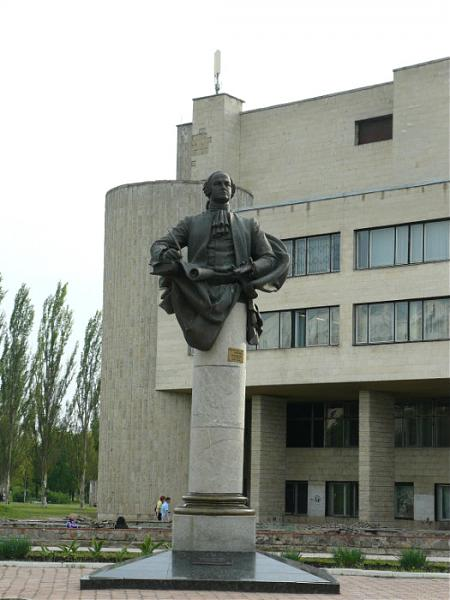
Пам’ятник Михайлу Ломоносову (демонтований)